# Flèche Plédranaise
La Flèche Plédranaise est une course cycliste française qui se déroule au mois de septembre autour de Plédran, dans le département des Côtes-d'Armor. Créée en 1981, cette compétition bretonne est disputée par des cyclistes juniors,. Par le passé, elle fut une épreuve d'envergure internationale. Deux courses d'attente sont aussi organisées pour les cadets et les minimes. 
L'épreuve principale se tient sur un parcours d'environ 116 kilomètres. Les 60 premiers kilomètres du parcours emmènent les participants vers Saint-Carreuc, Plœuc-L'Hermitage et Hénon. On quitte ensuite ce tracé en ligne pour emprunter un circuit de 9,4 km à six tours, avec comme principale difficulté la côte de Magenta, située à Plédran. De nombreux vainqueurs sont passés dans les rangs professionnels. 

## Palmarès
| Année     | Vainqueur          | Deuxième          | Troisième           |
| --------- | ------------------ | ----------------- | ------------------- |
| 1981      | Dominique Cordon   |                   |                     |
| 1982      | Marc Spagnol       |                   |                     |
| 1983      | Gérard Rué         | Marc Spagnol      | Christophe Garçon   |
| 1984      | Jean-Jacques Henry | Didier Arbault    | Christophe Garçon   |
| 1985      | Philippe Bresset   | Le Bars           | Riou                |
| 1986      | Lionel Ruellan     | L. Le Gall        | Sylvain Briand      |
| 1987      | Thierry Bricaud    |                   |                     |
| 1988      | Anthony Kerneïs    |                   |                     |
| 1989      | Mark Dawes         |                   |                     |
| 1990      | Frank Maes         | Walter Bénéteau   |                     |
| 1991      | Franck Trotel      |                   |                     |
| 1992      | Anthony Morin      |                   |                     |
| 1993      | Mickaël Hacques    |                   |                     |
| 1994      | Samuel Plouhinec   |                   |                     |
| 1995      | Piet Steegmans     |                   |                     |
| 1996      | Charly Wegelius    | Fabio Mazzer      | Jurgen Diependaele  |
| 1997      | Gert Steegmans     | Jimmy Engoulvent  | Éric Berthou        |
| 1998      | Eddy Lembo         | Klaas De Gruyter  | Éric Berthou        |
| 1999      | Jean Zen           | Iwan Le Dors      | Benoît Vaugrenard   |
| 2000      | Gregory Van Sinaey |                   |                     |
| 2001-2002 | Pas organisé       | Pas organisé      | Pas organisé        |
| 2003      | Mathieu Rompion    | Simon Collard     | Xavier Creignou     |
| 2004      | Christophe Laborie | Benjamin Courgele | Tristan Le Yondre   |
| 2005      | Cyril Gautier      | Kévin Cherruault  | Jean-Vincent Tanguy |
| 2006      | Jan Ghyselinck     | Joris Wagemans    | Lars Vierbergen     |
| 2007      | Jérôme Cousin      | Stéphane Sohier   | Enric Lebars        |
| 2008      | Wesley Kreder      | Pierre Bonnet     | Jurriën Bosters     |
| 2009      | Antoine Collin     | Florent Serry     | Cédric Delaplace    |
| 2010      | Maxime Cam         | Geoffrey Thévenez | Frédéric Guillemot  |
| 2011      | Olivier Le Gac     | Geoffrey Millour  | Quentin Hoper       |
| 2012      | Fabien Grellier    | Simon Sellier     | Thomas Bourreau     |
| 2013      | Rémy Rochas        | Franck Bonnamour  | Élie Gesbert        |
| 2014      | Léo Danès          | Marlon Gaillard   | Alan Riou           |
| 2015      | Émilien Jeannière  | Louis Lapierre    | Alan Riou           |
| 2016      | Pas organisé       | Pas organisé      | Pas organisé        |
| 2017      | Maxime Rio         | Guerand Le Pennec | Antoine Benoist     |
| 2018      | Antonin Corvaisier | Yann Plusquellec  | Clément Aulnette    |
| 2019      | Tom Baubry         | Nolann Mahoudo    | Damien Bodard       |
| 2020      | Ilan Guern         | Kévin Monlezun    | Pierre Thierry      |
| 2021      | Enzo Boulet        | Axel Prod'homme   | Swann Gloux         |
| 2022      | Lucas Mainguenaud  | Antoine L'Hote    | Noa Le Claire       |
| 2023      | Esteban Foucher    | Johan Chardon     | Diego Charteau      |
| 2024      | Maxime Vézie       | Johan Chardon     | Kylian Breton       |